# Habiter le mouvement, un récit en dix chapitres
Pour plus de détails, voir Fiche technique et Distribution.
Habiter le mouvement, un récit en dix chapitres est un film documentaire réalisé par Béatriz Mediavilla, sorti en 2019.

## Synopsis
Habiter le mouvement, un récit en dix chapitres est un long métrage poétique qui propose un voyage cinématographique où se dévoile la beauté de la danse et des mouvements captés lors d'une tournée d'ateliers que le chorégraphe Thierry Thieû Niang a dirigé. Le film se divise en dix chapitres et présente principalement des non-danseurs en mouvement. Un des chapitres porte sur le chorégraphe Thierry Thieû Nang.

## Diffusion
La première diffusion a eu lieu au Festival du cinéma international en Abitibi-Témiscamingue le 29 octobre 2019. Il est ensuite présenté en Californie au FAFF (Fine Arts Film Festival) en juin 2020, au Screen.Danse en Écosse en juin 2020, au Festival International des films sur l'art à Montréal en mars 2021 et au Esto es para Esto à Monterey au Mexique en juin 2021.
«Habiter le mouvement est un film en 10 chapitres, dit la réalisatrice. Il est au carrefour entre le documentaire, le film poétique, de danse et la fiction. On a suivi Thierry alors qu’il donnait des ateliers de danse à des non-danseurs partout au Québec.»

## Prix
- Prix de la Meilleure Oeuvre Canadienne au Festival International du Film sur l'Art de Montréal.[3]

- Best Feature danse documentary au Fine Art Film Festival en Californie.[3]

- Le film permet à la réalisatrice de remporter un Prix de la danse Montréal dans la catégorie Découverte.[5]

- Prix de la danse de Montréal au Festival International du Film sur l'Art de Montréal.[6]

- Mention d'honneur au London International Monthly Film Festival.[3]

## Fiche technique[7]
- Titre: Habiter le mouvement, un récit en dix chapitres
- Année de production: 2019
- Durée: 61 minutes
- Réalisation: Béatriz Mediavilla
- Caméra: Dominic Leclerc
- Musique: Antoine Bédard (Montag)
- Chorégraphie: Thierry Thieû Niang
- Interprétation: Antoine Charbonneau-Demers, Ilario Del Guercio-Maridor, Jean Turcotte, Joséphine Bacon, Martine Époque, Nicolas Lauzon, Sarah Shidler et Thierry Thieû Niang
- Montage: Dominic Leclerc
- Production: Béatriz Mediavilla
- Narration: Mathieu Samaille